# Actina fraterna
Actina fraterna är en tvåvingeart som först beskrevs av Frey 1960. Actina fraterna ingår i släktet Actina och familjen vapenflugor.
Artens utbredningsområde är Myanmar. Inga underarter finns listade i Catalogue of Life.